# ソル (通貨)
ソル (Sol) は、ヨーロッパ・中南米諸国の通貨。4世紀にローマ帝国が発行し、10世紀頃まで使用されたソリドゥス金貨に由来する。

## 各国のソル

### 現行
- ペルー - ソル（2015-）

### 廃止
- ペルー - ヌエボ・ソル（1991-2015）
- ペルー - ペルー・ソル (1863-1985)
- ペルー - ソル・デ・オーロ（インティに同じ） (1991)

#### 補助通貨
全て19世紀までに廃止。
- アルゼンチン - 1/16エスクード
- グアドループ - 1/20リーヴル = 4リヤール
- ジュネーヴ - 1/12フローリン[1]
- ハイチ - 1/20リーヴル
- フランス - 12ドゥニエ = 1/20リーヴル。13世紀ごろからフランス革命ごろまで流通。スー (sou) とも[2]。
- ボリビア - 1/8ペソ = 1/16スクード

### 試験運用中
- フランス - 電子マネー・自由貨幣 (2006-)